# London (Band)
London ist eine US-amerikanische Hard-Rock-Formation aus Los Angeles, Kalifornien. Obwohl zeitweise Mitglieder von später erfolgreichen Bands wie Guns N’ Roses, Cinderella, W.A.S.P., Mötley Crüe oder Keel in ihren Reihen standen, schaffte die Band nie den Durchbruch. Oftmals wird London als die Band mit dem größten Pech bezeichnet. Allerdings hatte die Band auch nie eine feste Besetzung. Seit 2006 tourt die Band wieder, unter dem Synonym „D'Priest's New London“.

## Geschichte
London wird 1978 von Gitarrist Lizzie Grey gegründet. In einer ersten Inkarnation der Band wird das Line Up mit Sänger und Gitarrist Blackie Lawless, Bassist Nikki Sixx und Schlagzeuger Dan Rage komplettiert. Lawless wird schnell durch den Sänger Michael White ersetzt und gründet wenig später die Schockrock-Band W.A.S.P. 1979 besteht London neben Grey, Sixx und Rage aus Sänger Henry Valentine und dem zweiten Gitarristen John St. John. Valentine wird schließlich durch Nigel Benjamin ersetzt. Dieser verlässt die Band auch bald wieder. Nikki Sixx steigt ebenfalls aus und gründet seine Band Mötley Crüe. Eine Sixx/Grey-Komposition nimmt er gleich mit – Public Enemy No.1 findet seinen Weg auf das Mötley-Crüe-Debütalbum Too Fast For Love, welches 1982 erscheint.
Als Ersatz für Nikki Sixx hilft Blackie Lawless im Jahr 1981 noch einmal kurzfristig aus. Die Band fällt schließlich auseinander, und Lizzie Grey gründet eine neue Band namens St. Valentine, die jedoch 1983 wieder auf den Namen London hört. Mittlerweile singt der Engländer John Ward für die Band, welche daneben aus Grey, dem zweiten Gitarristen Slash, dem Bassist Donny Cameron und Schlagzeuger Nigel Itson besteht. Slash verlässt die Band nach kurzer Zeit wieder und wird durch Izzy Stradlin ersetzt. Beide sollten später mit Guns N’ Roses weltweite Bekanntheit erlangen.
1985 wird die Band von Grey erneut umgestellt. Das neue Line Up besteht nun aus Sänger Nadir D'Priest, Stradlin und Grey an den Gitarren, Bassist Brian West und Schlagzeuger Bobby Marks. Letzterer bleibt nicht lange und wechselt zu Keel. Sein Ersatz wird Fred Coury. Noch vor dem ersten Album verlässt Izzy Stradlin die Band in Richtung Guns N’ Roses. Nach den Aufnahmen zu Non Stop Rock nimmt auch Schlagzeuger Fred Coury den Hut und wechselt zu Cinderella. Coury wird durch Jennings Morgan ersetzt, mit dem die Band ein neues Demo aufnimmt.
1987 erscheint schließlich das zweite Album Don't Cry Wolf. Mittlerweile sind mit Schlagzeuger Derek Shea und dem zweiten Gitarristen Frankie Jones zwei neue Leute an Bord. 1988 verlässt Lizzie Grey schließlich frustriert die Band, nachdem sich auch im zehnten Bandjahr kein Erfolg einstellen will.
Sänger Nadir D'Priest und Bassist Brian West beschließen allerdings, unter dem Namen London weiterzumachen. Mit dabei sind die beiden Gitarristen Artos San Filippo und Shaun Lewis sowie Schlagzeuger Tim Yasui (bekannt auch als Timothy Jay). Ein weiteres Album bringt auch keinen Erfolg, und die Band löst sich endgültig auf. Nadir D'Priest steigt 2003 bei der Band Steel Prophet ein und singt auf dem Album Beware.
Lizzie Grey und Timothy Jay gründen die Band Spiders And Snakes, mit der sie seit 1994 fünf Alben veröffentlichten.
Ab Juni 2006, gab es eine neue Band-Formation, mit dem Namen D'Priest's New-London. Neben Sänger Nadir D'Priest ist auch der Gitarrist Eddie St.James (ex-Jon Dunmore, Richard Grieco-etc.) jetzt mit dabei. Die neue Formation arbeitet jetzt (2007) an einer neuen London CD (Titel, noch nicht bekannt)- und auch an live Terminen in Europa im Sommer 2007. Die Gruppe ist auch jetzt unter Vertrag mit der deutschen Promotion & Management Firma „RB-Promotion“, einer neuen „Single“ und Video sind auch für den Sommer 2007 angekündigt.

## Diskografie
- 1985: Non Stop Rock
- 1987: Don't Cry Wolf
- 1990: Playa Del Rock